# Nitrogênio líquido

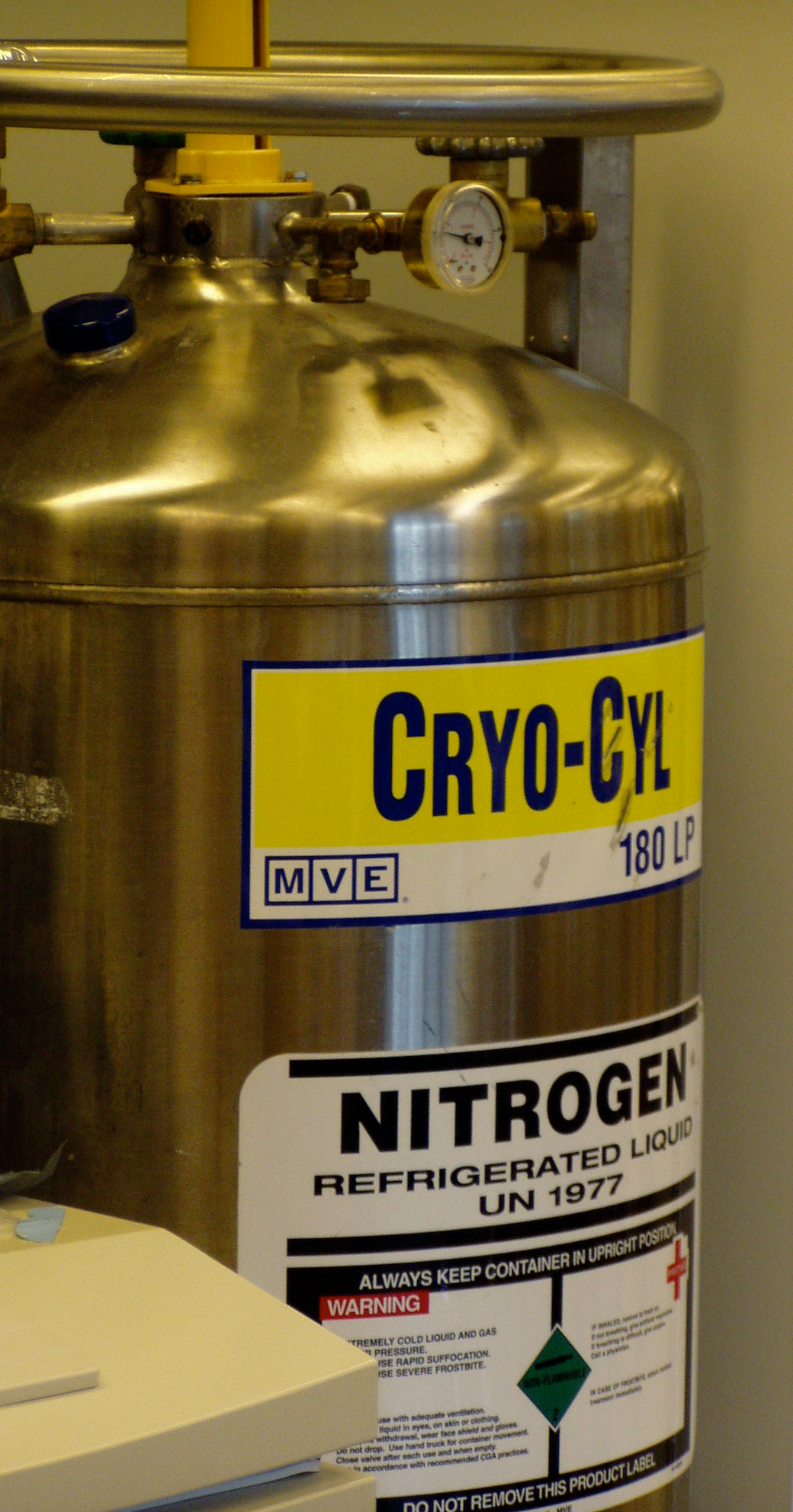
Um tanque de nitrogênio líquido, usado para suprir um freezer criogênico (para armazenar amostras laboratoriais em baixíssima temperatura).

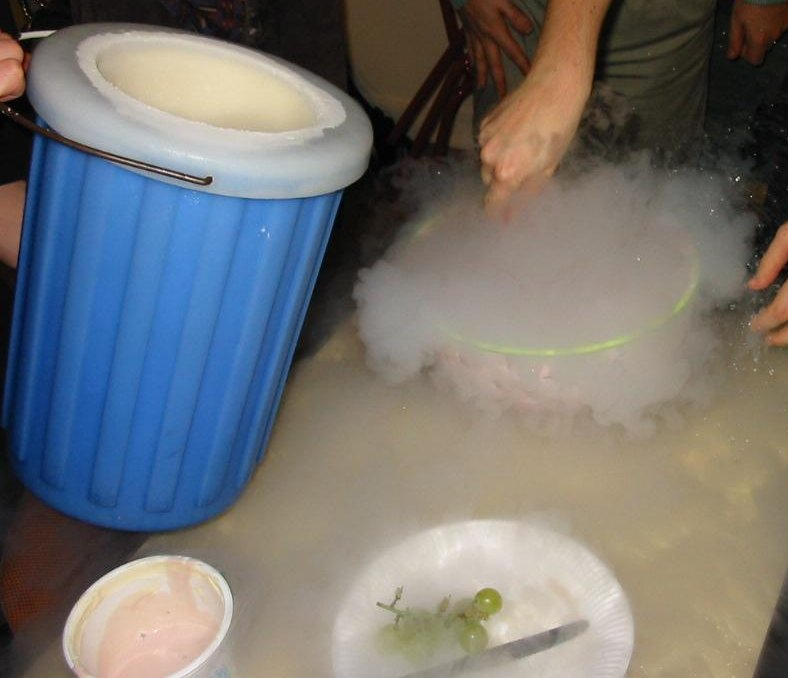
Nitrogênio líquido pode ser usado no preparo caseiro de sorvete.

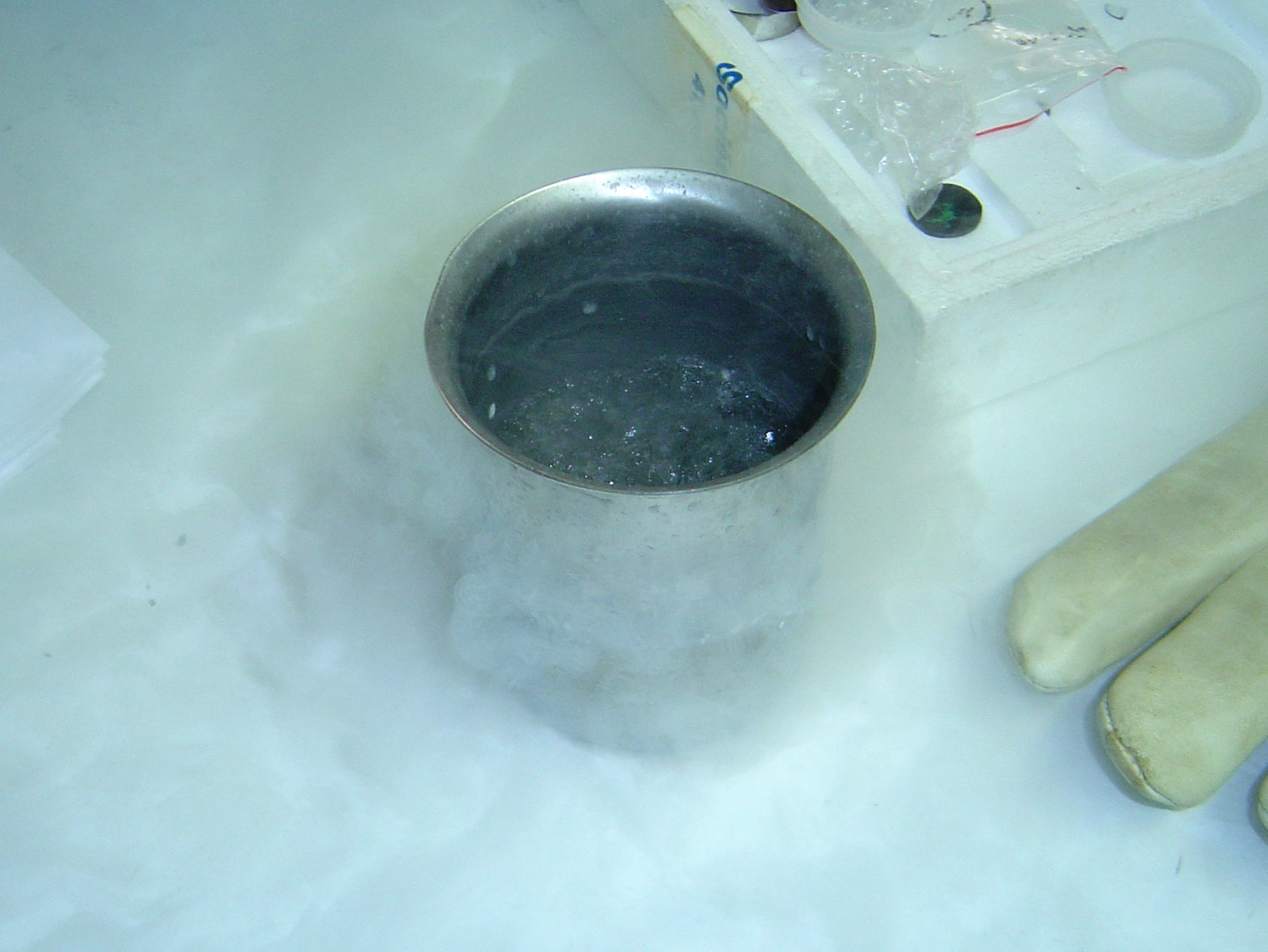
Nitrogênio líquido fervendo em um copo.

O nitrogênio líquido (português brasileiro) ou azoto líquido (português europeu) (densidade no ponto tríplice é 0,807 g/mL) é o líquido produzido industrialmente em larga quantidade pela destilação fracionada do ar líquido e é frequentemente designado pela abreviação, NL2, isto é, nitrogênio puro em estado líquido. O nitrogênio líquido tem o número ONU 1977.
O nitrogênio líquido entra em ebulição a 77 K (-196,15 °C) e é um fluido criogênico que pode causar rápido congelamento ao contato com tecido vivo. Ele tem uma constante dielétrica de 1,4. Quando apropriadamente isolado, o nitrogênio líquido pode ser armazenado e transportado, por exemplo, em garrafas térmicas, onde temperaturas muito baixas são mantidas constantes a 77 K pela lenta evaporação do líquido, resultando na liberação do gás nitrogênio. Dependendo do tamanho e projeto, o tempo de armazenamento em garrafas térmicas pode se estender de poucas horas a algumas semanas.
O nitrogênio líquido pode ser facilmente convertido para sólido pela sua colocação em uma câmara de vácuo acionada por um uma bomba de vácuo centrifuga. Nitrogênio líquido congela a 63 K. A despeito de sua reputação, a eficiência do nitrogênio líquido como um refrigerador é reduzida pelo fato de que ele ferve imediatamente ao contato com um objeto aquecido, envolvendo o objeto em uma nuvem de gás nitrogênio isolante. Este efeito é conhecido como efeito Leidenfrost e se aplica a um líquido em contato com um objeto significativamente mais quente do que seu ponto de ebulição. Um resfriamento mais rápido pode ser obtido pela conexão de um objeto dentro de uma mistura de nitrogênio sólido e líquido do que no nitrogênio líquido somente. Por isto, o nitrogênio líquido puro é insuficiente para a maioria das aplicações.

## Aplicações
Nitrogênio líquido é uma fonte compacta e funcional de nitrogênio gasoso despressurizado. Além disto, sua capacidade de manter a temperatura bem abaixo do ponto de congelamento da água o torna extremamente útil em um largo espectro de aplicações, primariamente como um refrigerador de ciclo aberto, incluindo:
- em criobiologia, ou seja, a criopreservação de sangue, células reprodutivas (esperma e óvulos) e outros materiais e amostras biológicas. Preservação de humanos e animais de estimação na esperança de uma reanimação no futuro;
- como uma fonte muito seca de nitrogênio gasoso;
- o congelamento por imersão e transporte de produtos alimentícios;
- como um refrigerante suplementar para o overclocking de unidades centrais de processamento e unidades de processamento gráfico, ou outro tipo de hardware;[3]
- no congelamento, ou vitrificação de óvulos, um processo de preservação do gameta feminino em ambiente de nitrogênio líquido a -196 °C;[4]
- na crioterapia para remover lesões malignas da pele incipientes ou potenciais tais como  verrugas;
- refrigeração de um supercondutor de altas temperaturas para uma temperatura suficiente para obter a supercondutividade.

## Medidas de segurança
Devido à razão de expansão de líquido para gás desta substância ser de 1:694, um tremendo aumento de força pode ser gerado quando o nitrogênio líquido ferve por qualquer razão.
Devido às temperaturas extremamente baixas, o manuseio descuidado do nitrogênio líquido pode resultar em queimaduras de frio. Deve-se ter em mente que como o nitrogênio líquido evapora, ele irá reduzir a concentração de oxigênio no ar e poderá atuar como um asfixiante, especialmente em espaços confinados. O nitrogênio é inodoro, sem cor ou sabor, e pode produzir asfixia sem nenhuma sensação prévia de aviso.
Vasos ou cilindros contendo nitrogênio líquido podem condensar o oxigênio do ar. O líquido  no recipiente se torna gradualmente enriquecido em oxigênio (fervendo a 90 K) com a evaporação do nitrogênio, e pode causar uma oxidação violenta de material orgânico.